# Vallone del Grandubbione
Il Vallone del Gran Dubbione  (o Grandubbione) è una vallata laterale della Val Chisone.

## Geografia fisica
La valletta si trova nel comune di Pinasca e si apre in sinistra orografica dalla Val Chisone. Inizia alla frazione di Dubbione (circa 500 m s.l.m.) e sale fino alla Punta dell'Aquila (2119 m s.l.m.). Per inoltrarsi nel Vallone di Grandubbione si può percorrere la vecchia mulattiera che parte da Dubbione (vicino al ponte detto "di Annibale") e sale fino alle borgate di Grandubbione, caratteristico itinerario detto "dei sette ponti". In alternativa si può percorrere la strada carrozzabile che parte da Pinasca, transita scollinando alla borgata Serremarchetto, per poi raggiungere le borgate di Grandubbione.

## Storia

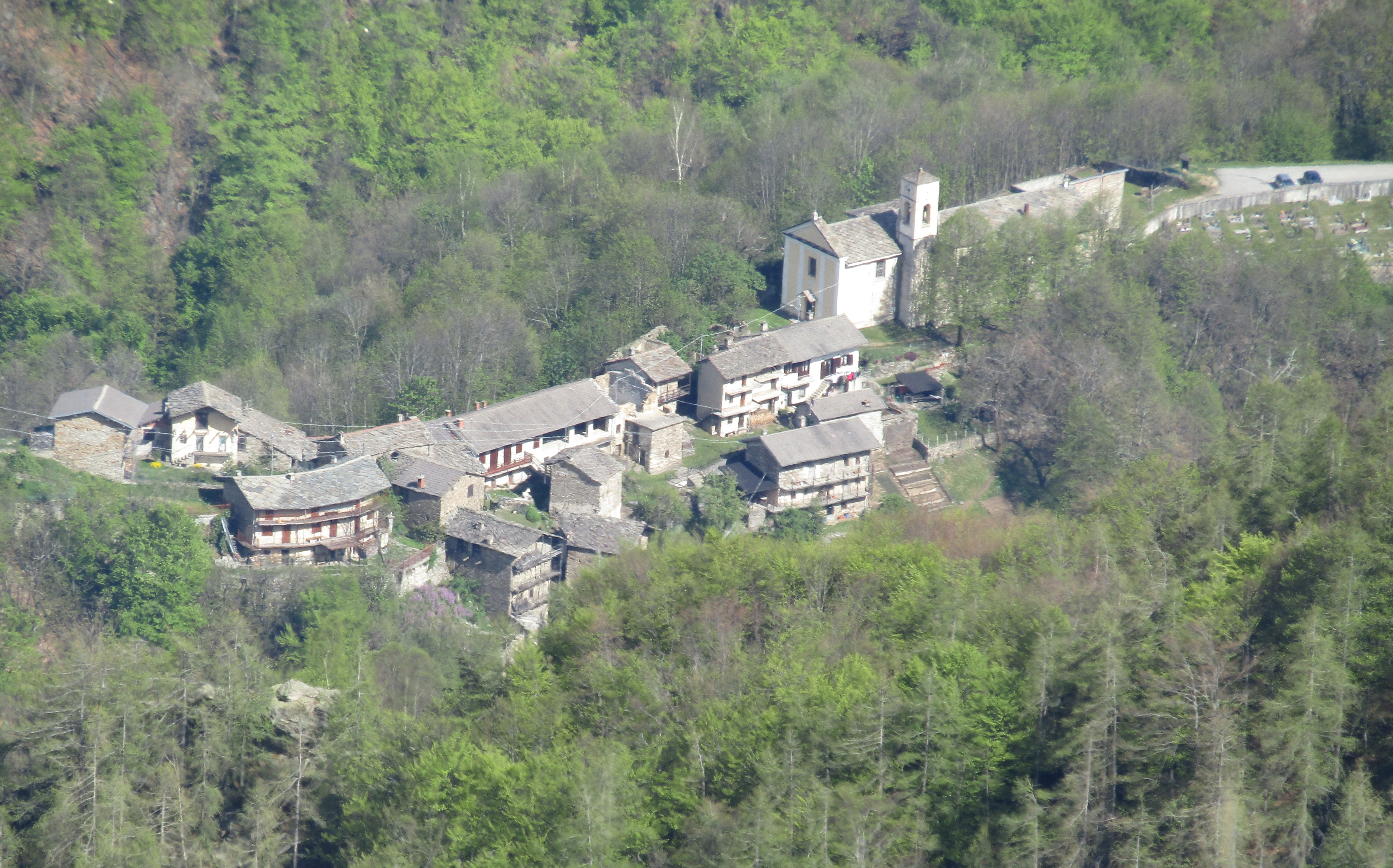
La frazione Serremoretto vista dalla Punta della Merla

Il vallone prende il nome, così come il rio che ne discende, dall'insieme di frazioni che vengono chiamate il Gran Dubbione (a circa 1000 m s.l.m.). Questo insieme di frazioni è a sua volta così chiamato poiché, nel passato, la loro popolazione era maggiore di quella di Dubbione (da qui il prefisso Gran). Un tempo il Gran Dubbione costituiva una parrocchia autonoma da quella di Pinasca.
La zona ha avuto un'importanza particolare durante la Resistenza italiana condotta dai partigiani.
La vita del vallone, nella metà del '900, è poeticamente descritta dal pittore Mario Borgna nel libro "Un fiume di capre".